# Ili turkijski (jezik)
Ili turkijski jezik (ISO 639-3: ili), istočnoturkijski jezik kojim još govori svega oko 120 ljudi u Kini (1980 R. Hahn), u autonomnoj provinciji Xinjiang Uygur, u dolini Ili kod Kuldje. Otkriven je 1956. godine, a po njima samima ovdje su došli iz doline Ferghana (Uzbekistan i Kirgizija) prije nekih 200 godina. Nešto starijih osoba govori ga možda još u Kazahstanu, no sumnja se da je tamo izumro.
Mlađi ljudi danas govore kazahski ili ujgurski i žene se za pripadnike susjednih etničkih skupina.

## Vanjske poveznice
- Ethnologue (15th)